# Oak Hill (Virgínia de l'Oest)
Oak Hill és una població dels Estats Units a l'estat de Virgínia de l'Oest. Segons el cens del 2000 tenia 7.589 habitants.

## Demografia
Segons el cens del 2000, Oak Hill tenia 7.589 habitants, 3.297 habitatges, i 2.123 famílies. La densitat de població era de 606,7 habitants per km².
Dels 3.297 habitatges en un 27% hi vivien nens de menys de 18 anys, en un 47,1% hi vivien parelles casades, en un 13,8% dones solteres, i en un 35,6% no eren unitats familiars. En el 31,7% dels habitatges hi vivien persones soles el 16,2% de les quals corresponia a persones de 65 anys o més que vivien soles. El nombre mitjà de persones vivint en cada habitatge era de 2,25 i el nombre mitjà de persones que vivien en cada família era de 2,8.
Per edats la població es repartia de la següent manera: un 20,5% tenia menys de 18 anys, un 8,5% entre 18 i 24, un 26% entre 25 i 44, un 24,7% de 45 a 60 i un 20,4% 65 anys o més.
L'edat mediana era de 42 anys. Per cada 100 dones de 18 o més anys hi havia 81,8 homes.
La renda mediana per habitatge era de 24.792 $ i la renda mediana per família de 33.183 $. Els homes tenien una renda mediana de 27.595 $ mentre que les dones 18.760 $. La renda per capita de la població era de 14.347 $. Entorn del 14,8% de les famílies i el 17,7% de la població estaven per davall del llindar de pobresa.

## Poblacions més properes
El següent diagrama mostra les poblacions més properes.